# أسين بلاثيوس
ميغيل آسين بلاثيوس (بالإسبانية: Miguel Asín Palacios) ـ (سرقسطة، 5 يوليو 1871 (1288 هـ) - سان سباستيان، 12 أغسطس 1944 م (1363 هـ)) مستشرق وقس كاثوليكي إسباني.
أحد أهم مؤلفاته كتاب «علم الأخرويات الإسلامي في الكوميديا الإلهية» (1919، بالإسبانية: La Escatología musulmana en la Divina Comedia) الذي ألقى الضوء على المصادر الإسلامية للأفكار والدوال الموجودة في الكوميديا الإلهية لدانتي، وأثبت فيه أن ثمة علاقة مباشرة بين الأدبيات الإسلامية التي تناولت فصة الإسراء والمعراج وكوميديا دانتي.
كتب بلاثيوس الكثير من المؤلفات عن الإسلام في العصور الوسطى، وعني بمحيي الدين بن عربي عناية شديدة، فنشر عنه سلسلة دراسات منوعة، من أبرزها كتابه «الإسلام المتمسح -من مصدر المسيحية-» (1931، بالإسبانية: El Islam cristianizado)، وهو دراسة في التصوف الإسلامي من خلال أعمال ابن عربي. كما عني بدراسة أبي حامد الغزالي ومؤلفاته، وله مقالات عن التأثيرات الإسلامية على المسيحية والتصوف المسيحي في إسبانيا.

رسم ميغيل آسين بلاثيوس.